# Mesoleuca costipannaria
Mesoleuca costipannaria är en fjärilsart som beskrevs av Moore 1867. Mesoleuca costipannaria ingår i släktet Mesoleuca och familjen mätare. Inga underarter finns listade i Catalogue of Life.